# Palazzo Bhubing
Il Palazzo Bhubing (in thailandese พระตำหนักภูพิงคราชนิเวศน์; RTGS Phra Thamnak Phu Phing Ratcha Niwet) è un complesso residenziale del re di Thailandia. Si trova sul monte Doi Suthep in località Doi Bhuk Ha, in Provincia di Chiang Mai, nel Nord della Thailandia. Costruito nel 1961, è destinato alle visite nel Nord della famiglia reale thailandese e a dignitari stranieri di particolare importanza in visita di Stato. È situato a pochi chilometri dal Wat Phrathat Doi Suthep, uno dei templi più importanti e visitati del Paese.

## Storia
I lavori furono appaltati dall'Agenzia della Proprietà della Corona, che a quel tempo gestiva i beni della monarchia nazionale sotto il controllo del re coadiuvato dal governo. Il masterplan del complesso fu progettato dal principe Samaichalerm Kridagara e Mom Rachawongse Mitrarun Kasemsriin progettò gli edifici, che furono disegnati secondo il tradizionale stile architettonico della Thailandia centrale chiamato ruean mu ("gruppo di case"). La prima pietra fu posta alle 10:49 del 24 agosto 1961 dal generale Luang Kampanath Saenyakorn, membro del Consiglio privato del sovrano Rama IX.
Il complesso originale fu costruito con due edifici, quello che ospita la famiglia reale e quello che offre alloggio a dignitari stranieri. L'Agenzia della Proprietà della Corona si prese in carico anche la costruzione del complesso e affidò la direzione dei lavori a Samaichalerm Kridagara con l'assistenza di Mom Rachawongse Mitrarun Kasemsriini e Pradit Yuwapukka. Il complesso fu terminato in cinque mesi e i primi ospiti stranieri in visita di Stato furono il re Federico IX di Danimarca e la regina Ingrid nel gennaio 1962.
Negli anni successivi il complesso fu allargato con altri edifici. Nel 2017, re Vajiralongkorn, salito al trono dopo la morte del padre Rama X, fece approvare al Parlamento la legge con cui prese il totale controllo dell'Agenzia della Proprietà della Corona. Nel 2018 l'Agenzia annunciò che la proprietà di tutti i beni della Casa reale era stata trasferita al sovrano.

## Descrizione

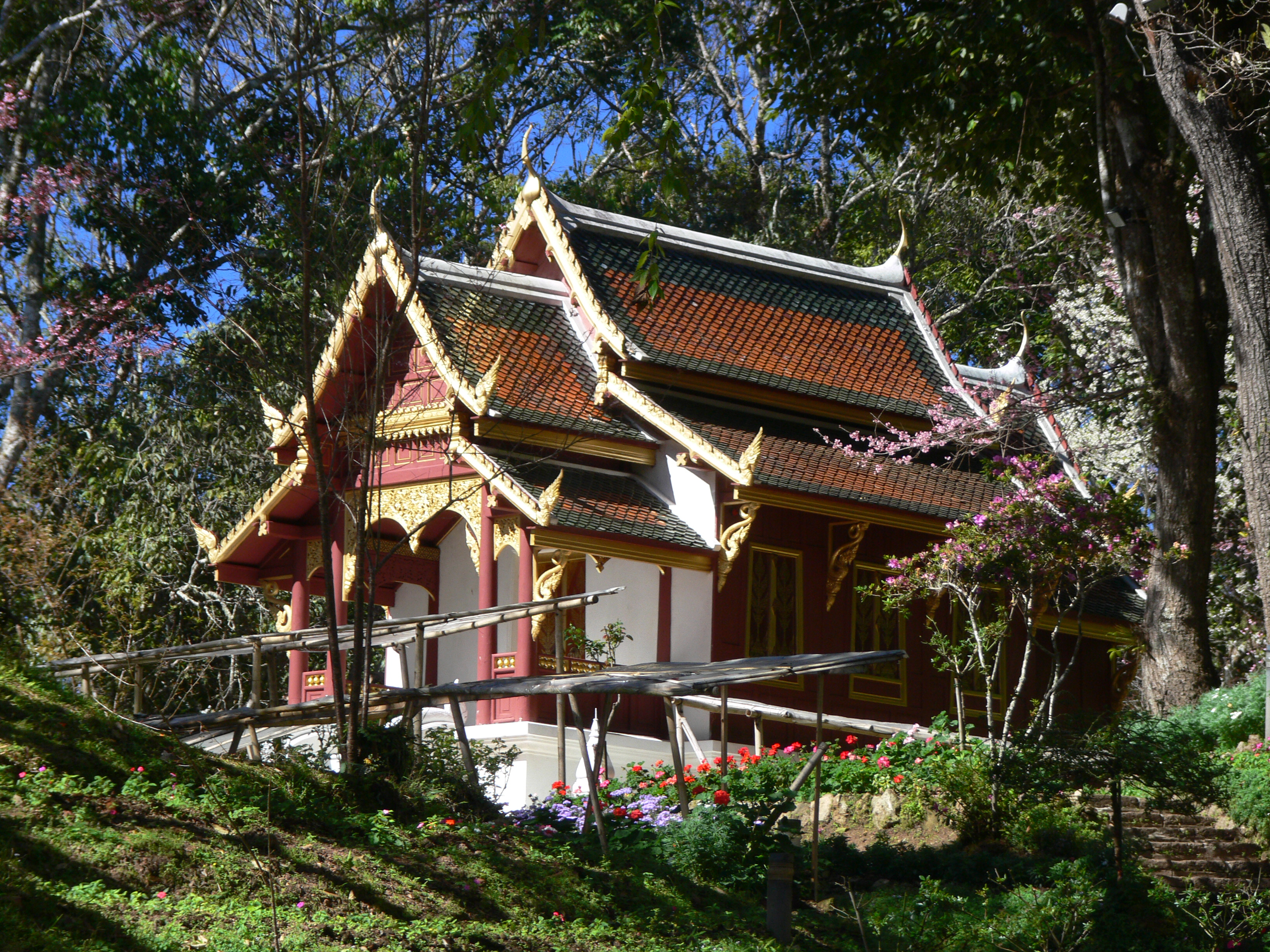
Uno degli edifici in legno

La residenza reale Phra Tamnak Bhubing Rajanivet si trova sul lato nord-est del parco; è l'edificio principale e ha due piani, il piano rialzato è riservato all'entourage reale e quello superiore alla residenza della famiglia reale. L'edificio con gli alloggi per i dignitari stranieri (Ruen Rob Rong) è situato di fronte a quello principale. A nord si trova l'edificio Phra Tamnak Siri Song Bhubing, costruito in legno di eucalipto per volere della regina Sirikit e inaugurato nel 1992. A nord-ovest un altro edificio in eucalipto costruito nel 1992 per ospitare l'allora principe Vajiralongkorn. All'estremo ovest la Hor Phra, cappella dalla famiglia reale costruita in stile Lanna moderno.
Oltre ad altri edifici minori, vi sono nel parco uno stagno per l'acqua di irrigazione, una serra e diversi giardini particolarmente famosi per alcune piante che si trovano raramente nel resto del Paese. Tra questi giardini vi sono quelli delle piante tropicali, delle fragole, dei gigli cinesi, dei ciliegi e dei bambu giganti. Particolarmente grandi e frequenti i giardini di rose. Quando non vi soggiornano i membri della famiglia reale (solitamente tra gennaio e marzo), il palazzo è aperto al pubblico. Non sono ammessi visitatori vestiti in modo inadeguato. È vietato entrare nei giardini dei fiori e l'ingresso al parco agli animali.